# Thomas Parker (Ingenieur)
Thomas Parker (* 22. Dezember 1843 in Coalbrookdale; †  5. Dezember 1915 in Ironbridge) war ein britischer Ingenieur und Konstrukteur. Neben dem deutschen Erfinder Andreas Flocken wird er als Erfinder des Elektroautos benannt.

## Leben

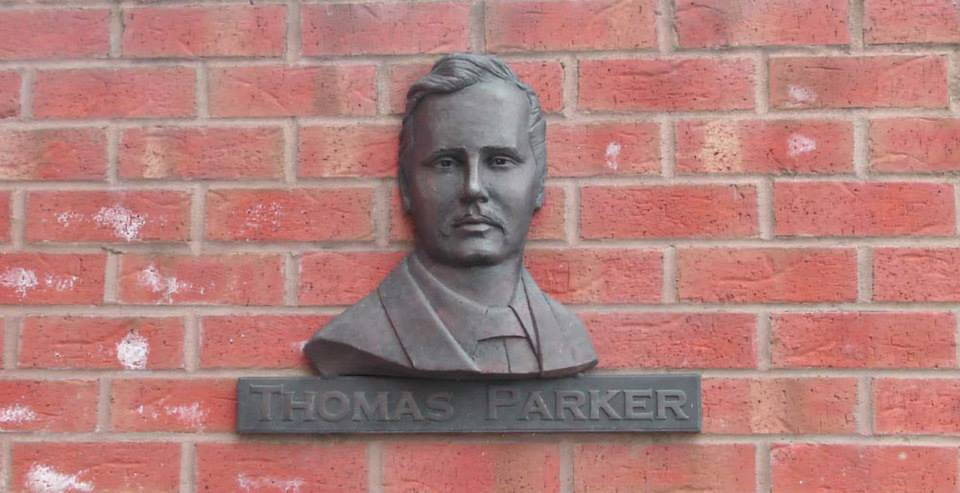
Büste von Thomas Parker in Wolverhampton, von John McKenna (2007)

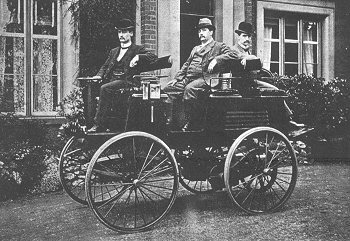
Eines von Parkers Elektroautos, in Tettenhall, nahe Wolverhampton. Parker ist in der Mitte, Foto um 1895 entstanden.

1862 zog Parker nach Birmingham, später nach seiner Heirat nach Manchester und 1867 nach Coalbrookdale. 1882 zog Parker nach Wolverhampton und gründet dort mit Paul Bedford Elwell (1853–1899) die Elwell-Parker Company. In Wolverhampton produzierte er Akkumulatoren und ab 1883 Dynamos. In den späten 1880er produzierte er die ersten Prototypen von Elektroautos. 1892 nahm er als Kandidat der Liberalen Partei an den Britischen Wahlen teil, bei denen er gegen den Politiker Alexander Staveley Hill verlor. 1894 verließ er das Unternehmen Elwell-Parker Company und gründete das Unternehmen Thomas Parker Ltd. in Wolverhampton, das elektronisches Zubehör produzierte. 1899 zog er nach London und wurde Berater der Metropolitan Railway. Parker erfand 1904 den rauchfreien Brennstoff Coalite. Parker war ab 1866 mit Jane Gibbons verheiratet und hatte zwölf Kinder.
1892 wurde er zum Fellow der Royal Society of Edinburgh gewählt.